# Ahmed El Aouad
Ahmed El Aouad (27 november 1971) is een voormalig voetballer van Frans-Marokkaanse afkomst. Hij speelde als aanvallende middenvelder gedurende zijn carrière, die hij vooral doorbracht in Luxemburg. El Aouad werd tweemaal gekozen tot Luxemburgs voetballer van het jaar: 2001 en 2003.

## Clubcarrière

### Erelijst
- Luxemburgs landskampioen

2003, 2006
- Beker van Luxemburg

2003, 2006
- Luxemburgs voetballer van het jaar

2001, 2003